# Port lotniczy Kolkata
Port lotniczy Kolkata – międzynarodowy port lotniczy położony w miejscowości Dum Dum, 18 km na północ od Kolkaty. Jest jednym z największych portów lotniczych w Indiach.

## Linie lotnicze i połączenia

### Krajowe
- Air Deccan (Agartala, Aizwal, Bagdogra, Bangalur, Bhubaneswar, Madras, Delhi, Dibrugarh, Dimapur, Guwahati, Visakhapatnam (Vizag), Hyderabad, Imphal, Jamshedpur, Lilabari, Bombaj, Patna, Port Blair, Raipur, Ranchi, Silchar)
- Air India (Bombaj)
- Air India Express (Bombaj)
- Jet Lite (Ahmedabad, Bangalur, Bhubaneshwar, Madras, Delhi, Dibrugarh, Guwahati, Hyderabad, Lucknow, Bombaj, Patna, Port Blair)
- IndiGo Airlines (Agartala, Bhubaneswar, Dimapur, Guwahati, Visakhapatnam (Vizag), Hyderabad, Imphal, Nagpur, Shillong, Silchar, Tezpur)
- Indian Airlines (Agartala, Bagdogra, Bangalur, Visakhapatnam (Vizag), Madras, Delhi, Dibrugarh, Gaya, Guwahati, Bombaj, Port Blair)
- IndiGo Airlines (Agartala, Madras, Delhi, Guwahati, Jaipur, Bombaj, Nagpur, Agartala, Hyderabad, Goa)
- Jet Airways (Agartala, Ahemdabad [od 17 grudnia], Bagdogra, Bangalur, Madras, Delhi, Guwahati, Hyderabad, Imphal, Jorhat, Bombaj, Pune, Port Blair)
- Kingfisher Airlines (Agartala, Ahmedabad, Bangalur, Bagdogra, Bhubaneswar, Madras, Delhi, Goa, Guwahati, Jaipur, Hyderabad, Indore, Bombaj, Port Blair, Pune, Raipur, Udaipur, Waranasi)
- SpiceJet (Delhi, Bangalur, Hyderabad, Port Blair)
- MDLR Airlines (Chandigarh, Delhi, Ranchi)

### Międzynarodowe
- Air India (Bangkok-Suvarnabhumi [od 16 października 2018][1], Dhaka, Londyn-Heathrow)
- Air India Express (Singapur, Bangkok-Suvarnabhumi)
- Biman Bangladesh Airlines (Ćottogram, Dhaka)
- Best Air (Dhaka)
- British Airways (Londyn-Heathrow)
- China Eastern Airlines (Kunming)
- Cosmic Air (Katmandu)
- Druk Air (Bangkok-Suvarnabhumi, Paro)
- Emirates (Dubaj)
- GMG Airlines (Ćottogram, Dhaka)
- Gulf Air (Bahrajn)
- Indian Airlines (Katmandu, Rangun, Dhaka)
- Jet Airways (Bangkok-Suvarnabhumi)
- Lufthansa (Frankfurt)
- Royal Bengal Airline (Dhaka)
- Singapore Airlines (Singapur)
- Thai Airways International (Bangkok-Suvarnabhumi)
- Tiger Airways (Singapur)